# シャープフレンドショップ
シャープフレンドショップは、シャープ製品を販売する系列電器店である。

## 歴史

### 20世紀
1958年、パナソニックショップに続く系列電器店ネットワークとして国内で2番目に発足。シャープ商事と専売代理店であるQRK商会を統合し、大阪シャープ販売株式会社が設立されたのが始まりで、その後（親会社の）シャープも地区販売会社の設立に着手。やがて今日の「シャープフレンドショップ」網が形成されていったが、松下幸之助や中村邦夫のような「フレンドショップ=系列電器店の救世主」が現れず「販売網開拓と意欲ある系列店への販促支援体制確立」という面で他社系列店に大きく後れを取り国内電機業界で最も出遅れた。

### 21世紀

#### 2000年代 - 2010年代
シャープは2007年11月15日より新系列店制度「SVPG（シャープバリューパートナーグループ）」を開始。これまでの「シャープフレンドショップ」の中から販売意欲のある約1,000店を選抜し、増販に向けた各種販促支援を行った。売り上げが低迷している他社系列電器店についてもこの「SVPG」への取り込みを進める事でシャープ製品を販売する系列電器店を増やし、量販店中心による価格下落防止や（他社に比べ国内での知名度が低いとされている）シャープ製白物家電の認知度アップとオール電化製品（IHクッキングヒーター・エコキュート・太陽光発電システム「SUNVISTA」）の普及・拡販へと繋げていく予定だった。
しかしシャープは「全国のシャープフレンドショップ（自社系列電器店）検索」項を国内大手電機メーカーで唯一（自社公式サイト内に）開設しておらず、加えてシャープCMでも「フレンドショップ編」は制作・放送されていない（パナソニックショップとは異なり、シャープ公式サイト内及びシャープCMにおける「全国各地にあるシャープフレンドショップ各店の取り組み」紹介も一切行っていない）。さらにシャープ製品には「フレンドショップ限定（系列店のみで販売される）モデル」も一切設定されていない。こうした現状から「SVPG」へ加盟する系列電器店数は伸び悩んでおり、シャープフレンドショップ各店の従業員募集・後継者育成・店舗新規開店支援も行われていない事から経営者の高齢化・後継者難・売り上げ減などにより廃業したり、系列電器店として生き残るべくシャープ系列店の看板を外して（パナソニックショップなど）他社系列電器店へ鞍替えする例や、シャープ以外の他社製品も広範に扱うためアトム電器などの独立系やエディオン・ベスト電器などの家電量販店系フランチャイズへ鞍替えする例が増えており、シャープ製オール電化・太陽光発電システムの販売網開拓は苦戦を強いられた（公式にはシャープフレンドショップを脱退していなくても、店舗外観改装を機に看板から「SHARP」ロゴを外して当該店の店名ロゴのみを掲示する店舗も増加）。
これに（液晶テレビ「アクオス」や太陽光発電システム「SUNVISTA」など）自社の主力製品販売不振が重なったシャープは、2012年度〜2014年度にかけて創業以来過去最大規模の赤字を計上。こうした事から現在は「不採算部門のリストラ（売り上げが振るわず赤字が膨らんでいる分野の製品自社生産撤退や工場&営業所統廃合）」・「希望退職者募集」・「組織再編に伴う社内カンパニー制導入」・「不振にあえいでいる液晶パネル事業の売却」などを模索する形により経営再建を図った。
2015年11月17日には「経営再建加速を促す行動として、自社（シャープ）製品の積極的購入」をシャープ社員に呼びかける「自社製品愛用運動を同月、2015年11月20日より開始する」旨を公式発表。取締役及び執行役は20万円・管理職は10万円・一般社員は5万円をそれぞれ（シャープ製品購入）目標金額として設定し、自社（シャープ）の売り上げ増を目指す。こうした（自社製品の積極購入を促す）取り組みは当時経営危機に陥り、のちにパナソニックの完全子会社となって「SANYO」商標を廃止した三洋電機が2004年から2005年にかけて実施して以来、家電業界で10年ぶりとなる。
この（シャープ社員向け）「自社製品愛用運動」期間中は翌2016年1月29日まで「シャープ社員を対象とした自社製品特売セール」を開催。シャープ社員は（専用IDとパスワードが必要なため部外者はアクセス不可となっている）セール専用サイトにログインする形で（液晶テレビ&BDレコーダー「アクオス」・プラズマクラスターエアコン&冷蔵庫などの大型製品を中心とした自社製品購入を）申し込み、期間中に目標金額以上のシャープ製品を購入した社員には購入額の2%分が謝礼金（ボーナス）として社側より支払われる（シャープ社員の家族・知人が専用サイト経由で自社製品を購入した場合もこの制度が適用。但しシャープ社員専用サイト以外の媒体=量販店・系列電器店・ネット通販などからシャープ製品を購入した場合は「シャープ関係者以外の一般客という立場で自社製品を購入した」とみなされるので制度対象外）。シャープは家電部門を担当する長谷川祥典専務執行役員名で「自社製品の積極的購入を奨励」する旨の文書を全社員に配布し、「（創業以来過去最悪の赤字という）厳しい難局を乗り切れるよう社員一丸となって協力して欲しい」と呼びかけている。但しこの取り組みはあくまで「シャープ社員の自主性」に委ねており強制ではないので、シャープ社員が自社製品を購入しなかったり社側が設定した目標金額に達しなかった場合でも（社に損害を与える&社の信用を著しく失墜させる違法行為をしない限り）シャープ社員とその家族・知人が（減給・懲戒解雇などの）不利益を被る事はない（2015年11月18日付、読売新聞インターネット版記事より）。
しかしこの「シャープ社員とその家族を対象とした自社製品愛用運動」に参加したシャープ社員が（購入金額の2%にあたる）謝礼金を受け取れるのは「（シャープ関係者しか閲覧出来ない）専用サイト経由でシャープ製品を購入した場合」に限られる。このためシャープフレンドショップには（シャープ関係者以外の一般客によるシャープ製品購入が増えない限り）この制度の利益が及ばない（恩恵に与れない）形となる。
2015年現在は国内に約2,000店あるが、後継者難や売り上げ低迷などによりその数は減少傾向にある。またパナソニック・三菱電機・日立・東芝などの他社製品を併売している店舗や、クリーニング店チェーンとフランチャイズ契約を結んでその取次店を兼務する店舗もある（売り上げ減や体力の限界などを理由に「SHARP」看板を掲示していてもこれまで本業にしていた電器店部門は廃業し、クリーニング取り次ぎ業務のみの営業に切り替えた店舗も出現）。また（岩手・宮城・福島3県を中心に）東日本大震災の津波で被災した店舗はプレハブ仮設店舗という形で営業を続けているケースもあれば、（もともと被災前から売り上げが低迷し後継者もおらず）スタッフが津波の犠牲になり再建資金が工面出来ず廃業した店舗もある。なおシャープ本体は現在「予想以上に深刻な業績低迷」に見舞われているため、同社公式サイトではそれら被災系列店の近況紹介を一切行っていない。「パナソニックフェア」や「きになる日立の気になるフェア」型の新製品展示会は発足当初から今日まで行われておらず、特選品カタログも発行されていない。
「シャープフレンドショップ」はもともと店舗数が国内全体で約2,000店前後と少ないため、（今日のシャープ同様のどん底=経営危機「2002年度に創業以来過去最大規模の赤字へ転落」を経験した当時の松下電器が経営再建策「創生21計画」の一環として、翌2003年度より中村邦夫ら当時の松下経営陣が陣頭指揮を執る形で開始された）「スーパーパナソニックショップ」型の系列店選別（意欲あるフレンドショップ=系列店のみを公平に販促支援する）施策や「松下幸之助商学院」型のフレンドショップ（系列店）後継者育成&新規開店支援施策を実施する予定は今のところ無い。このような「予想以上に深刻化したシャープ本体の業績悪化」により、同社のフレンドショップ（系列店）販促部門についても「リストラ及び営業所統廃合」を余儀なくされており、結果（系列店販促要員と営業拠点が大幅に減らされたため）シャープフレンドショップ各店への効率的な販促支援活動が行いにくくなってきている。このため上述の大規模リストラによる経営再建を図っても2015年度中に単年度黒字計上（赤字の完済）は出来ず、2016年3月期のシャープ決算では（赤字削減幅が1,000億円程度にとどまり）1,800億円の最終赤字計上が濃厚となった（2015年度上半期決算は中国など海外向けスマートフォンや液晶パネルの販売不振などが響き「840億円の最終赤字」を計上）。
シャープは今後も「不採算分野製品の自社生産撤退増加と同社系列電器店販促支援担当部門社員の大幅削減」が予想されており、シャープフレンドショップの減少（パナソニックショップへの鞍替え）はさらに加速する可能性がある。

## 他社製品との兼ね合い
シャープが生産より撤退、もしくは発足当初より生産していない分野の製品については、他社製品を仕入れて販売している。
- LED照明器具・蛍光ランプ・点灯管：家庭用LED照明器具生産は2013年限りで終了。蛍光ランプと点灯管は発足当初より非生産（現在の自社生産ランプはLED電球のみ）。

パナソニック　ライティングデバイス・日立グローバルライフソリューションズ・東芝ライテック・三菱電機照明・ホタルクス・大光電機（DAIKO）・オーム電機・アイリスオーヤマ・朝日電器（ELPAブランド）製品を販売。
- 乾電池・ボタン電池：発足当初は自社生産していたが1970年代までに生産終了（FAX・電話機の子機用充電式電池は現在も生産中）。

主にパナソニック・東芝ライフスタイル・マクセル・ソニー・FDK・三菱電機・オーム電機・リーダーメディアテクノ（「eneluche」・「LAZOS」ブランド）製品を販売。なおシャープ製「AQUOS」（液晶テレビ・BDレコーダー・ホームシアターシステム）とプラズマクラスターエアコンに付属されているリモコン用お試し電池はパナソニックより供給されている。
- アンテナとその周辺部品：衛星アンテナはかつて自社生産していたが、「AQUOS」が登場する以前に撤退。地上波アンテナとアンテナ周辺部品は発足当初より非生産。

主にマスプロ電工・日本アンテナ・DXアンテナ・サン電子製品を販売。
- ポータブルオーディオ類（携帯ラジオなど）：かつては自社生産していたが撤退。

主にパナソニック・ソニー・東芝エルイートレーディング・JVCケンウッド・小泉成器（SOUNDLOOK）・オーム電機（Audio Comm）・DENON（ディーアンドエムホールディングス）製品を販売。
- ミニコンポ・単体コンポ：かつては自社生産していたが、2008年までに完全撤退。

主にパナソニック・ソニー・JVCケンウッド・ヤマハ・パイオニア・DENON・オンキヨー・ティアック・アキュフェーズ製品を販売。
- 配線パーツ及び各種リフォーム商品：発足当初より非生産。

配線パーツ（延長コード類も含む）は主にパナソニック・東芝ライテック・オーム電機・朝日電器（ELPA）・サンワサプライ・エレコム製品を、リフォーム商品は主にパナソニック・TOTO・リクシル・クリナップ・トクラス製品をそれぞれ販売。
- 石油&ガス燃焼機器：かつては自社生産していたが撤退。

主にコロナ・トヨトミ・サンポット・ダイニチ工業・サンデン・長府製作所・リンナイ・パロマ・ノーリツ製品を販売。
- AVパーツ（HDMIなどの各種接続ケーブル類・ヘッドホン・イヤホンなど）：かつては自社生産していたが撤退。

主にパナソニック・ソニー・JVCケンウッド・オンキヨー・オーム電機・朝日電器（ELPA）・オーディオテクニカ・DENON製品を販売。
- 換気扇・レンジフード：発足当初より非生産。

主にパナソニック エコシステムズ・三菱電機・東芝キヤリア・日立グローバルライフソリューションズ・富士工業製品を販売。
- 懐中電灯・小型ライト・電気スタンド類：発足当初より非生産。

主にパナソニック　ライティングデバイス・日立グローバルライフソリューションズ・東芝ライテック・ホタルクス・ツインバード・オーム電機・山田照明・FDK製品を販売。
- 温水洗浄便座：発足当初より非生産。

主にパナソニック・東芝・TOTO・リクシル製品を販売。
- 2槽式洗濯機：かつては自社生産していたが、2007年限りで撤退（ドラム式及び縦型洗濯乾燥機は現在も生産中）。

主にパナソニック・ハイアール・日立グローバルライフソリューションズ・東芝ライフスタイル製品を販売。
- スカパー用チューナー&アンテナセット：かつては自社生産していたが撤退（現行モデルは2013年10月発売の「AQUOSブルーレイ”BD-SP1000”」と2014年6月発売の「スカパープレミアムチューナー内蔵HDDレコーダー”TU-UD1000”」のみ）。

店頭にある専用申込用紙で「スカパー!プレミアムサービス」加入申込を受付。チューナーはパナソニック製品が、アンテナはマスプロ製品（CS出力を2系統搭載したBS・110度CSデジタルとの共用型）がそれぞれ「スカパー!」より供給（スカパーの従来型標準画質放送は2014年5月31日限りで終了しハイビジョン画質放送へ完全移行。アンテナは従来型を流用可能だがSD画質の従来型チューナーは使用不可で、シャープ製「BD-SP1000/TU-UD1000」・パナソニック製又はそのOEMであるマスプロ電工製「プレミアムサービス」対応チューナーいずれかへ切り替える必要あり。なおBD-SP1000とTU-UD1000はデジタルラジオ放送と「スカパー!オンデマンド」非対応で、本機チューナーで地デジ&BS・110度CSデジタル及びスカパープレミアム番組をそれぞれ録画中はスカパープレミアムサービス放送の視聴不可。さらにAQUOSブルーレイで初めてアナログAV出力端子を廃止したためTV受像機とはHDMIケーブルでしか繋げず、従来型アナログTV受像機における外付デジタルチューナーとしての使用不可。またアナログAV入力端子も非搭載なので、従来型アナログ再生機器からのダビングも不可）。シャープ製4K対応レコーダー「TU-UD1000（地デジ、BS・110度CSデジタル、スカパープレミアム4波チューナー内蔵BDレコーダー）」と「AQUOSブルーレイ”BD-SP1000”」を購入する場合、事前にスカパープレミアム加入申込書にて加入手続きを行う（マスプロ製CS・BS・110度CS共用型衛星アンテナは別売り）。
- TV共用台：かつては自社生産していたが、ブラウン管TV生産終了と同時にTV台自社生産も終了（現在自社生産中のTV台は「AQUOSファミリンク」対応ラックシアター「AQUOSオーディオ」シリーズのみ）。

ラックシアター以外は主にハヤミ工産（「TIMEZ」ブランド）製品を販売。
- TVドアホン・インターホン・呼び鈴（壁スイッチも含む）：発足当初より非生産。

主にパナソニック・朝日電器（ELPA）・アイホン製品を販売。
- プリンター：業務用コピー機のみを生産しており、インクジェット式汎用プリンターは発足当初より非生産。

主にエプソン・キヤノン・ヒューレットパッカード・ブラザー工業製品を販売。
- 無線LANルーター：発足当初より非生産。

主にバッファロー・NECアクセステクニカ製品を販売。
- USB-HDD：発足当初より非生産。

主にバッファロー、アイ・オー・データ機器、ウェスタンデジタル製品を販売。
- パソコン：かつてはワープロ及びノート&デスクトップパソコン「メビウス」シリーズを自社生産していたが、2009年限りで撤退。その後2018年10月にDynabook社がシャープグループに入って以降[注釈 1]は、dynabook、EQUIUMといった自社製品のみを扱っている。

撤退期間は主にパナソニック・東芝・ソニー・富士通・NEC製品を販売していた。
- PC用ケーブル類（モジュラケーブル・LANケーブルも含む）：発足当初より非生産。

主にエレコム・サンワサプライ製品を販売。
- デジタルビデオカメラ・デジタルカメラ：デジタルビデオカメラ（ハンディカム）はかつて「液晶ビューカム」シリーズとして自社生産していたが、2006年限りで撤退。デジカメは発足当初より非生産。

主にパナソニック・ソニー・JVCケンウッド・キヤノン・富士フイルム・オリンパス・ペンタックス製品を販売。
- ミシン：発足当初より非生産。

主にジャノメミシン・JUKI製品を販売。
- 食器洗い乾燥機：かつては自社生産していたが、2008年限りで撤退。

卓上型はパナソニック製品を販売（現在卓上型食器洗い乾燥機を自社生産している国内メーカーはパナソニックのみ）。ビルトイン型はパナソニック・東芝・日立グローバルライフソリューションズ・三菱電機製品を主に販売。
- アイロン・裁縫用コテ：発足当初より非生産。

主にパナソニック・東芝・日立グローバルライフソリューションズ・ティファール製品を販売。
- ポータブルTV（BD/DVDプレーヤー付も含む）：発足当初より非生産。

主にパナソニック・ソニー・東芝・ツインバード工業・エグゼモード製品を販売。
- 電動シェーバー：発足当初より非生産。

主にパナソニック・日立グローバルライフソリューションズ・マクセルイズミ・ブラウン製品を販売。
- 一部の調理家電：シャープが現在自社生産している調理家電はオーブンレンジ・炊飯器（「ヘルシオ」シリーズ）のみ。

他の調理家電（オーブントースター・ホットプレート・ジャーポットなど）はパナソニック・東芝・三菱電機・日立グローバルライフソリューションズ・タイガー魔法瓶・象印マホービン・ツインバード工業・岩谷産業・オーム電機製品を主に販売。
- FAX：現行モデルは「UX-AF90CL/CW」のみ。

パナソニック製品を販売（パイオニア・ブラザー工業はFAX自社生産より撤退し電話機のみを生産）。
- 記録媒体類（BD-R・BD-RE・DVD-R・DVD-RW・DVD-RAM・CD-R・CD-RW・SDメモリーカード・USBメモリーなど）：発足当初より非生産

主にパナソニック・リーダーメディアテクノ・TDK・マクセル・富士フイルム（「AXIA」ブランド）・バッファロー製品を販売。
- ホームベーカリー・餅つき器：発足当初より非生産（現在ホームベーカリーを自社生産している国内大手電機メーカーはパナソニックのみ。かつてホームベーカリーメーカーだった三洋電機はパナソニック完全子会社化による「SANYO」商標廃止に伴い生産を終え、「GOPAN」ブランドは親会社パナソニック製品へ継承。日立・東芝は組織再編に伴う不採算分野リストラのためホームベーカリー生産より撤退）

主にパナソニック・タイガー魔法瓶・象印マホービン・ツインバード工業・エムケー精工製品を販売。
- 補聴器：発足当初より非生産。

主にパナソニック補聴器・オーティコン製品を販売。
- コンセント・壁スイッチ（人感センサー付きも含む）：発足当初より非生産。

パナソニック「コスモシリーズワイド21」・東芝ライテック「WIDE i」シリーズを販売・取り付け。
- IHクッキングヒーター：かつては自社生産していたが撤退。

パナソニック・日立グローバルライフソリューションズ・三菱電機製品を主に販売。

## 看板・営業車のデザイン
- 営業車の塗装は「白地に赤のストライプ+”SHARP”ロゴ+各店の店名ロゴ」で構成。なお店舗によっては店名ロゴのみの表記となったり、新車購入当時の無地のままとする場合もある。
- 看板は白地に赤文字で「SHARP」ロゴを表記し、その下或いは右隣に当該店の店名ロゴを黒又は青文字で表記する。なおシャッターに「SHARP」ロゴを書いている店舗は皆無で、殆どの店舗は店名ロゴのみを書くか無地のままとしている（シャッターを設けず店休時は内部のブラインド又はカーテンを閉める店舗もあり）。